# 44MAGNUM
44 Magnum (cách điệu là 44MAGNUM) là một ban nhạc heavy metal của Nhật Bản, ban đầu được thành lập tại tỉnh Osaka vào giữa năm 1977. Họ là một trong những ban nhạc metal đầu tiên của Nhật Bản.

## Lịch sử
Sau khi nhóm tan rã vào năm 1989, họ đã có mười ba năm gián đoạn trước khi tái hợp và phát hành album thứ bảy Ignition vào năm 2002. Năm 2009, họ phát hành album cùng tên 44Magnum, có sự tham gia của con trai của Paul là Stevie với vai trò hát chính cùng với Paul trong hầu hết các bài hát.
Vào đầu năm 2012, người đứng đầu và là thành viên ban đầu duy nhất Paul tuyên bố ông sẽ ngừng biểu diễn trực tiếp với 44 Magnum để tập trung vào việc điều trị bệnh Parkinson, căn bệnh mà ông được chẩn đoán vào năm 2005. Tuy nhiên, ông vẫn sẽ tiếp tục thu âm và viết các bài hát với ban nhạc.

## Thành viên
- Tatsuya "Paul" Umehara – vocals (1977–1989, 2002–nay)
- Satoshi "Jimmy" Hirose – guitar (1979–1989, 2002–nay)
- Satoshi "Joe" Miyawaki – drums (1982–1988, 2002–nay)
- Stevie Umehara – vocals (2009–nay)
- Hironori "Ban" Yoshikawa – bass (1979–1989, 2002–2009, 2013–nay)

Cựu thành viên
- Akira Nagamori – guitar
- Taka Tanaka – bass
- Hirofumi Miyamoto – drums
- Teruki Iga – drums (1979–1982)
- Shuse (La'cryma Christi) - bass (2009–2012)
- Anarchy Bad Ray - hỗ trợ - bass (xuất hiện trong "Live at Alive" năm 2010)

## Danh sách đĩa nhạc
Album phòng thu
- Danger (1983)
- Street Rock'n Roller (1984)
- Actor (1985)
- Love or Money (1987)
- Emotional Color (1988)
- Still Alive (1989)
- Ignition (2002)
- 44Magnum (2009)
- Angel Number (2015)
- Prisoner (2019)

EP
- 44Magnum (1983)
- Four Figures (1985)
- Beast (2013)

Đĩa đơn
- "It's Raining" (1987)
- "I Miss You" (1988)

Album trực tiếp
- The Live (1985, EP)
- Live Act II (1986)
- 2016 04 03 04 Special Live (2017)

Album tổng hợp
- Anthology (1989)
- Live & Rare (2000, 10-CD boxset)
- The Bootleg-MK.I (2001, 2CD & DVD)
- The Bootleg-MK.II (2011, CD & DVD)
- 44Magnum 35th Anniversary Ultimate Collection (ngày 21 tháng 3 năm 2012, SHM-CDs)

Includes Danger, Street Rock'n Roller, Actor, Live + Four Figures, Live Act II -Complete- and Ignition.
Video
- The Beginning (1985)
- The Bootleg-MK.I (2001, DVD & 2CD)
- Live at Alive (2010)
- The Bootleg-MK.II (2011, DVD & CD)
- 44Magnum on 30th Anniversary Tour 2013 Bombard Attack (2014)
- Bombard Attack 44Magnum on Tour 2014 2014.10.18 Tokyo (2015)
- 2016 04 03 04 Special Live (2016)